# Steroide anabolizzante
Gli steroidi anabolizzanti, noti anche come anabolic–androgenic steroid (AAS) sono varianti sintetiche (endogene ed esogene) degli ormoni maschili (testosterone e androgeni) che possono causare dipendenza. Queste sostanze sono disponibili sotto forma di compresse, capsule, gocce, gel, creme, cerotti transdermici e soluzioni iniettabili a base di acqua od oli.

## Classificazione
| 1-Androstenediolo     | 7ɑ-Idrossi-DHEA               | Androstanolone  | Danazolo                    | Etilestrenolo    | Metenolone           | Metribolone    | Oxymesterone | Tetradrogestrinone | Zilpaterol |
| 1-Androstenedione     | 7ß-Idrossi-DHEA               | Androstenediolo | Diidroclormetiltestosterone | Fluossimesterone | Metandriolo          | Mibolerone     | Oxymetholone | Tibolone           | SARM       |
| 1-Androsterone        | 7-keto-DHEA                   | Androstenedione | Desossimetiltestosterone    | Formebolone      | Metasterone          | Nandrolone     | Prasterone   | Trenbolone         |            |
| 1-Epiandrosterone     | 11ß-Metil-19-nortestosterone  | Bolasterone     | Dimetandrolone              | Furazabol        | Metil-1-testosterone | Norboletone    | Prostanozol  | Trestolone         |            |
| 1-Testosterone        | 17ɑ-Metilepitiostanolo        | Boldenone       | Drostanolone                | Gestrinone       | Metilclostebol       | Norclostebol   | Quinbolone   | Clenbuterolo       |            |
| 4-Androstenediolo     | 19-Norandrostenediolo         | Boldione        | Epiandrosterone             | Mestanolone      | Metildienolone       | Noretandrolone | Stanozololo  | Osilodrostato      |            |
| 4-Idrossitestosterone | 19-Norandrostenedione         | Calusterone     | Epi-diidrotestosterone      | Mesterolone      | Metilnortestosterone | Oxabolone      | Stenbolone   | Ractopamina        |            |
| 5-Androstenedione     | Androst-4-ene-3,11,17- trione | Clostebol       | Epitestosterone             | Metandienone     | Metiltestosterone    | Oxandrolone    | Testosterone | Zeranolo           |            |

Ovvero tutti i composti con una struttura chimica simile o con effetti biologici simili.

## Storia
L'uso di steroidi anabolizzanti è entrato sotto i riflettori nel 1988 quando Ben Johnson, dopo aver vinto la medaglia d'oro nei 100 metri alle Olimpiadi di Seoul, venne squalificato per essere risultato positivo all'uso di steroidi anabolizzanti. Da allora sono diversi i casi e il problema si è diffuso. Nel 1998 è stato avviato il progetto di ricerca 'Hardop' con lo scopo di identificare i requisiti della ricerca per combattere il doping nello sport.

## Biochimica
Gli steroidi anabolizzanti possono agire in due diversi modi:
- come androgeni, dunque agire sulla mascolinizzazione
- come anabolizzanti, agire sulla massa muscolare e sulle ossa

## Farmacologia e tossicologia
Queste sostanze possono essere assunte per via orale, iniezione intramuscolare o mediante applicazioni topiche. Si parla di abuso di queste sostanze quando la quantità assunta supera di 10-100 volte la dose terapeutica consigliata. Chi ne abusa utilizza generalmente una miscela di due o tre di queste sostanze in maniera ciclica.

### Effetti collaterali
Gli effetti collaterali dell'assunzione di tali sostanze sono molto vari e dipendono da diversi fattori tra cui: età. sesso, tipo di sostanza utilizzata, quantitativo assunto e durata del trattamento. I principali effetti collaterali dell'uso di queste sostanze sono:
- adolescenti: una riduzione dell'altezza definitiva del paziente
- ragazze adolescenti e donne: cambiamenti permanenti quali: l'abbassamento della voce, l'aumento della peluria sul corpo, irregolarità del ciclo mestruale, alopecia androgenetica e allungamento del clitoride
- uomini: restringimento dei testicoli, riduzione del numero di spermatozoi, ginecomastia, sterilità e aumento del rischio di sviluppare il cancro alla prostata
- entrambi i sessi: aumento della pressione sanguigna, aumento dei livelli di colesterolo nel sangue con conseguente aumento del rischio di coronopatie, ictus e attacchi cardiaci, ovvero acne, ritenzione idrica, cambiamenti d'umore, aumento dell'aggressività, aumento dell'ostilità, giudizio alterato

Se assunte per via orale possono danneggiare il fegato, mentre se assunte attraverso iniezioni aumentano il rischio d'infezioni come l'HIV/AIDS, epatite B, epatite C e infezioni che possono portare alla comparsa dell'endocardite. Queste sostanze non sono associate a casi di overdose. I sintomi da astinenza a questi composti includono:
- fatica
- irrequietezza
- perdita dell'appetito
- insonnia
- deperimento muscolare
- depressione

## Applicazioni
Questi composti vengono utilizzati dagli atleti e dai culturisti per incrementare la massa muscolare, aumentare le performance fisiche ed atletiche, ovvero migliorare l'aspetto fisico di chi le assume. Queste sostanze sono anche comunemente utilizzate in campo medico per trattare pazienti affetti da:
- ipogonadismo
- ritardo della pubertà
- ematocrito basso
- insufficienza renale
- aplasia midollare
- cancro della mammella
- alcuni effetti dell'AIDS.

## Legislazione
Si tratta di sostanze controllate in diversi Paesi, tra cui: Australia, Argentina, Brasile, Canada, Regno Unito e Stati Uniti.
Negli Stati Uniti queste sostanze sono inserite nel Controlled Substances Act - Schedule II e solo una minima parte è approvata per l'uso in medicina umana e veterinaria.
L'uso degli steroidi anabolizzanti nello sport è proibito e sanzionato dall'Agenzia Mondiale Antidoping e dal Comitato Olimpico Internazionale.